# Tân Thịnh, Văn Chấn
Tân Thịnh là một xã thuộc huyện Văn Chấn, tỉnh Yên Bái, Việt Nam.
Xã Tân Thịnh có diện tích 29,88 km², dân số năm 2019 là 5.464 người, mật độ dân số đạt 183 người/km².